# Tatravagónka
Tatravagónka a.s. Poprad es una empresa de Eslovaquia de fabricación de vagones con fábricas en Poprad y Trebišov.

## Historia
La empresa tiene su origen en 1904, cuando Daniel Halàth fundó Halàth a spol. En 1928, tras haberse adjudicado un concurso para la reparación de vagones de los ferrocarriles checoslovacos en 1922, cambió de nombre a Popradská vagónka a strojáreň Halath a Petrovský, que cerró en 1933. En 1936 Halàth abrió una nueva empresa, Popradská vagónka, strojáreň a pilkáreň, družstvo s r.o., que con 25 empleados producía 15 vagones al año. También cerró, y en 1940 creó, con un grupo de inversores, Slovenská vozovka a strojáreň, spol. s.r.o., que fue incautada por el Ejército Rojo en 1945 y clausurada poco después. La fabricación de vagones se mantuvo en Poprad, pero pasó entonces a la factoría siderúrgica de Roháčkov que llevaba funcionando desde 1942, y donde actualmente se ubica Tatravagónka. Esta siderúrgica fue nacionalizada en 1948 por el régimen comunista y pasó a denominarse Vagónka TATRA Poprad, integrándose en el grupo de empresas público Vagonka Tatra Smíchov, más tarde parte de Vagonka Tatra Studénka. En 1952 se inició la producción de bogies de estilo europeo. La fábrica de Poprad se convirtió en un monopolio de fabricación de bogies para toda Checoslovaquia y en los años 1970 se convirtió en el mayor fabricante de vagones de mercancías, con una producción de 4.000 vagones al año. En 1986 se inició la producción de bogies Y25 en naves de nueva construcción. En ese momento, la fábrica producía 10.500 bogies al año.
En 1994, tras la caída del telón de acero, se procede a la privatización de las empresas estatales y nace Tatravagónka, que en 2005 cae en procedimiento concursal. Un nuevo inversor, Optifin Invest del empresario de origen ruso Alexej Beljajev, la salva de la  quiebra. 
En 2012, Tatravagónka adquirió Eisenbahnlaufwerke Halle (ELH) a Andreas Goer. En 2015 compra el 26% de la empresa india Jupiter Wagons.
A finales de 2016, Optifin Invest poseía el 52,54% de las acciones, mientras que Erdosa Investments Limited poseía el resto. En 2018 Budamar Logistics, propietaria de ŽOS Vrútky, adquirió el 50% del capital social, permaneciendo el otro 50% en manos de Optifin Invest.

## España
En 2024 Tatravagónka se hizo con un contrato para suministrar a Renfe Mercancías 149 vagones dividido en un lote de 75 unidades para autopistas ferroviarias y otros 74 portacontenedores, además de material de equipo para subir los semirremolques a los vagones. La parte dedicada a las autopistas ferroviarias consta de vagones tipo Sdggmrss para una carga máxima de 22,5 toneladas por eje y una velocidad máxima de circulación de 100 km/h. Dispondrán de bogies compatibles con ejes de ancho ibérico y ancho estándar y de instalación eléctrica para el transporte de carga reefer, además de sistemas de geolocalización. Por su parte, los portacontenedores son del tipo Sgnss y de 60 pies de longitud, también con instalación eléctrica para reefer y compatibles con los dos tipos de ancho ferroviario. Por otro lado vendió a Tramesa un lote de vagones cisterna L10DH para el transporte de óxido de propileno de Repsol Química, y 20 vagones tipo Sdggmrss T4000 para la autopista ferroviaria Valencia-Madrid.